# 三栄
株式会社三栄（さんえい）は、日本の出版社。旧商号は株式会社三栄書房。主に自動車雑誌を発行している。

## 概要
1947年（昭和22年）に創業。戦時中に休刊していた自動車雑誌『モーターファン』を復刊する事を主眼として設立された「（株）自動車通信社」を前身とし、1950年に社名を「モーターファン社」に改称。
1952年に東京都新宿区三栄町にて「（株）三栄書房」を設立。その後、たびたび移転しているが常に東京都新宿区に本社があり、関連の出版社、プロダクションが10社ほどあった。大阪にも分社のかたちで会社があったが現在は撤退。発行雑誌は、自動車、オートバイ、F1、競艇、ジャズなどの月刊誌を中心に発行している。
2001年にはニューズ出版と共同で編集プロダクションとして株式会社イデア（現・株式会社サンズ）を設立し、『オートスポーツ』や『AS+F』（休刊）などのモータースポーツ関連の雑誌の編集業務を移管した。
社内には東京オートサロン事務局があり、東京のほかに福岡オートサロンと札幌オートサロンを主催している。関連会社のサンプロスでは、ビデオマガジン『VIDEO OPTION』の発行やドリフト走行イベント『FIA インターコンチネンタル・ドリフティング・カップ』『いかす走り屋チーム天国』の主催、各種DVDの制作・販売等を手がける。
かつては『Dの食卓』など、3DO用ゲームソフトを発売したこともあった。
2009年1月にニューズ出版と合併。2014年7月に東新宿駅直結の新宿イーストサイドスクエアに本社移転。
2009年1月に株式会社エスアンドエヌホールディングスと合併。
2019年4月1日、「株式会社 三栄」に商号変更。

## パブリッシング事業

### 刊行雑誌・ムック

#### 自動車関連雑誌
- Option（毎月26日発売）
- Car Goods Magazine（毎月17日発売）
- GENROQ（毎月26日発売）
- ゲンロク特別編集（ムック）
- G-ワークス（毎月21日発売）
- STYLE WAGON（スタイルワゴン）（毎月16日発売）
- STYLE RV（スタイルRV）（ムック）
- モーターファン別冊 ニューモデル速報 （ムック）
- モーターファン別冊 統括シリーズ（ムック）
- モーターファン別冊 インポートシリーズ（ムック）
- HYPER REV（ハイパーレブ）（ムック）
- Motor Fan illustrated（モーターファン・ イラストレーテッド）（ムック・毎月15日頃発売）
- モーターファン・ イラストレーテッド特別編集（ムック）
- REV SPEED（レブスピード）（奇数月26日発売）

##### モータースポーツ関連雑誌
- F1速報（不定期月刊）
- AUTO SPORT（毎月29日発売）
- GALSPARADISE（ムック） - レースクイーンやキャンペーンガール雑誌
- GP Car Story（ムック）
- スーパーGT（ムック）
- 日本の名レース100選（ムック）
- RALLY CARS（ムック）
- Racing on（レーシングオン）（ムック）

##### バイク雑誌
- モトチャンプ（毎月6日発売） - ミニバイク情報雑誌
- RIDING SPORT（ライディングスポーツ）（発行元：オフィスとらくしょん・毎月24日発売） - オートバイ雑誌（ロードレース）
- RACERS（レーサーズ）（ムック） - オートバイ雑誌（ロードレース）
- Gワークスバイク（ムック）

#### 自動車関連以外
- OUTDOOR STYLE GO OUT（毎月30日発売） - アウトドア情報誌
- 別冊GO OUT（ムック）
- DIGGIN' MAGAZINE（ムック）
- FUDGE（毎月12日発売） - 女性向けファッション雑誌
- MEN'S FUDGE（1～6月・8～11月の25日発売） - 男性向けファッション雑誌
- LOOP Magazine（ムック）
- Kiitos（キイトス）（ムック）
- 男の隠れ家（毎月27日発売） - ライフスタイル雑誌
- 時空旅人（奇数月26日発売）
- 鉄道のテクノロジー（ムック） - 鉄道雑誌
- ステレオ時代neo（ムック、2023年 ‐ ）

##### スポーツ雑誌
- GOLF TODAY（毎月5日発売） - ゴルフ雑誌
- マクール（発行元：ネプラス・毎月11日発売） - 競艇雑誌
- RUN+TRAIL（マクール増刊） - トレイルランニング専門誌
- Yell Sports（モトチャンプ増刊） - エリアスポーツ応援マガジン

### 休・廃刊誌
- 0円マップ（北海道'12～'13をもって休刊）
- Option2
- Option4
- RX-7 Magazine（RX-7マガジン）（休刊）
- モーターファン（休刊→2016年4月に復刊後、2017年に再び休刊）
- Apista（休刊）
- J'sサッカー（休刊）
- ROAD & Ster（ロード&スター）（休刊）
- Z MAGAZINE（Zマガジン）（休刊）
- 新車王（休刊）
- IPPO（いっぽ）（休刊）
- 旅写真（休刊）
- デジタル写真生活（Vol.23をもって休刊）
- ロングライドマガジン（Vol.4で休刊）
- レッツチア（休刊）
- パソコンOPTION（3号で休刊）
- XaCAR（→交通タイムス社に移管）
- jazz Life（→有限会社ジャズライフに移管）
- 旅美人スペシャル
- 韓国トップスター
- モト・ライダー（1976年[5] - 1989年[5]）
- ツーリングGO!GO!（2000年[6] - 2007年[6]）
- TranScooter（トランスクーター）（2002年[7] - 2009年[7]）
- モトライダーforce（2003年[8] - 2009年[8]）
- F1 RACING（2012年に休刊→2015年に交通タイムス社で復刊）
- Samurai ELO
- vikka
- SOFT DARTS BIBLE
- HYPER REV import（ハイパーレブインポート）
- HYPER BIKE（ハイパーバイク）
- 新車購入ガイド
- Club LEGACY（クラブレガシィ）
- VTEC SPORTS（VTECスポーツ）
- impreza MAGAZINE（インプレッサマガジン）
- フットサルマガジンピヴォ! - フットサル雑誌
- JSガール（2019年休刊） - 女性向けファッション雑誌
- LANCER EVO Magazine（ランサーエボリューションマガジン）
- STREET BIKERS'（ストリートバイカーズ） - オートバイ雑誌
- WRC PLUS
- ニューモデルマガジンX（2011年ムックハウスに移管）
- Ollie（2015年ミディアムに移管[9]） - 男性向けファッション雑誌
- J-LUG（2014年休刊）
- STYLE WAGON Club（スタイルワゴンクラブ）（2014年休刊）
- car styling（ムック）
- ドリフト天国VIDEO（ムック）
- ドリフト天国（2024年2月号で休刊）[10]

### ビデオマガジン
以下は基本的に関連会社のサンプロスが制作・販売していた。
- VIDEO OPTION
- Top Gear Challenges DVD

## web事業

### ニュース事業
- MotorFan
- AUTOSPORTweb
- clicccar
- スタイルワゴン・ドレスアップナビ
- web option
- GENROQ WEB
- FUDGE.JP
- men's FUDGE
- 男の隠れ家デジタル
- ゴルフサプリ
- GO OUT WEB

### EC事業
- GO OUT ONLINE
- FUDGE ONLINE
- ASB電子雑誌書店